# Victor Nigon
Pour les articles homonymes, voir Nigon.
Victor Nigon, né le 11 octobre 1920 à Metz et mort le 5 juillet 2015 à Saint-Christol (Vaucluse), est un biologiste, zoologiste français, spécialiste de l'étude des nématodes, et professeur de biologie et de génétique à la faculté des sciences de Lyon.
Il est notamment connu pour être co-auteur, avec Ellsworth C. Dougherty, du nom de l'espèce de nématodes Caenorhabditis briggsae.
Jean-Louis Brun, un étudiant de Nigon, continua les expériences d'acclimatation à la vie en laboratoire de la souche 'Bergerac' de Caenorhabditis elegans.
Il fut également le directeur de thèse de Jacques Samarut, chercheur biologiste français, spécialiste des rétrovirus oncogènes et des mécanismes des récepteurs hormonaux dans le développement embryonnaire et le cancer.

## Hommages
Le nom d'espèce du nématode Caenorhabditis nigoni est un hommage au travail de Victor Nigon.

## Publications

### 1943
- Le déterminisme du sexe chez un Nématode libre hermaphrodite, Rhabditis elegans Maupas. V Nigon - Compt. Rendus. Soc. Biol, 1943

### 1949
- Les modalités de la reproduction et le déterminisme du sexe chez quelques nématodes libres. Nigon V. Ann. Sci. Nat. Zool. Biol. Anim. 1949;11:1–132.
- (en) Reproductive patterns and attempts at reciprocal crossing of Rhabditis elegans Maupas, 1900, and Rhabditis briggsae Dougherty and Nigon, 1949 (Nematoda … V Nigon, EC Dougherty - Journal of Experimental Zoology, 1949
- (en) A new species of the free-living nematode genus Rhabditis of interest in comparative physiology and genetics. EC Dougherty, V Nigon - j. Parasitol, 1949

### 1951
- Polyploidie experimentale chez un nematode libre, Rhabditis elegans Maupas. V Nigon - Bull. Biol. Fr. Belg, 1951

### 1952
- Le déterminisme du sexe et le développement cyclique de Strongyloides ratti. V Nigon, E Roman - Bulletin biologique de la France et de la Belgique, 1952

### 1955
- L'évolution des structures nucléaires dans l'ovogenèse de Caenorhabditis elegans Maupas 1900. V Nigon, J Brun - Chromosoma, 1955 - Springer.

### 1960
- L'architecture polaire de l'oeuf et les mouvements des constituants cellulaires au cours des premières étapes du développement chez quelques nématodes. V Nigon, P Guerrier, H Monin - Bull. Biol. Fr. Belg, 1960

### 1976
- In vitro development of chicken erythropoietin-sensitive cells. J Samarut, V Nigon - Experimental cell research, 1976